# Arrondissement Antony
Das Arrondissement Antony ist eine Verwaltungseinheit im französischen Département Hauts-de-Seine innerhalb der Region Île-de-France. Verwaltungssitz (Unterpräfektur) ist Antony.

## Kantone
Das Arrondissement untergliedert sich in 6 Kantone:
- Antony
- Bagneux
- Châtenay-Malabry
- Châtillon
- Clamart (Mit 1 von 2 Gemeinden)
- Montrouge

## Gemeinden
Die Gemeinden des Arrondissements Antony sind:
| 1. Antony (92002)    | 2. Bagneux (92007)              | 3. Bourg-la-Reine (92014)     | 4. Châtenay-Malabry (92019) |
| 5. Châtillon (92020) | 6. Clamart (92023)              | 7. Fontenay-aux-Roses (92032) | 8. Malakoff (92046)         |
| 9. Montrouge (92049) | 10. Le Plessis-Robinson (92060) | 11. Sceaux (92071)            |                             |

## Neuordnung der Arrondissements 2017

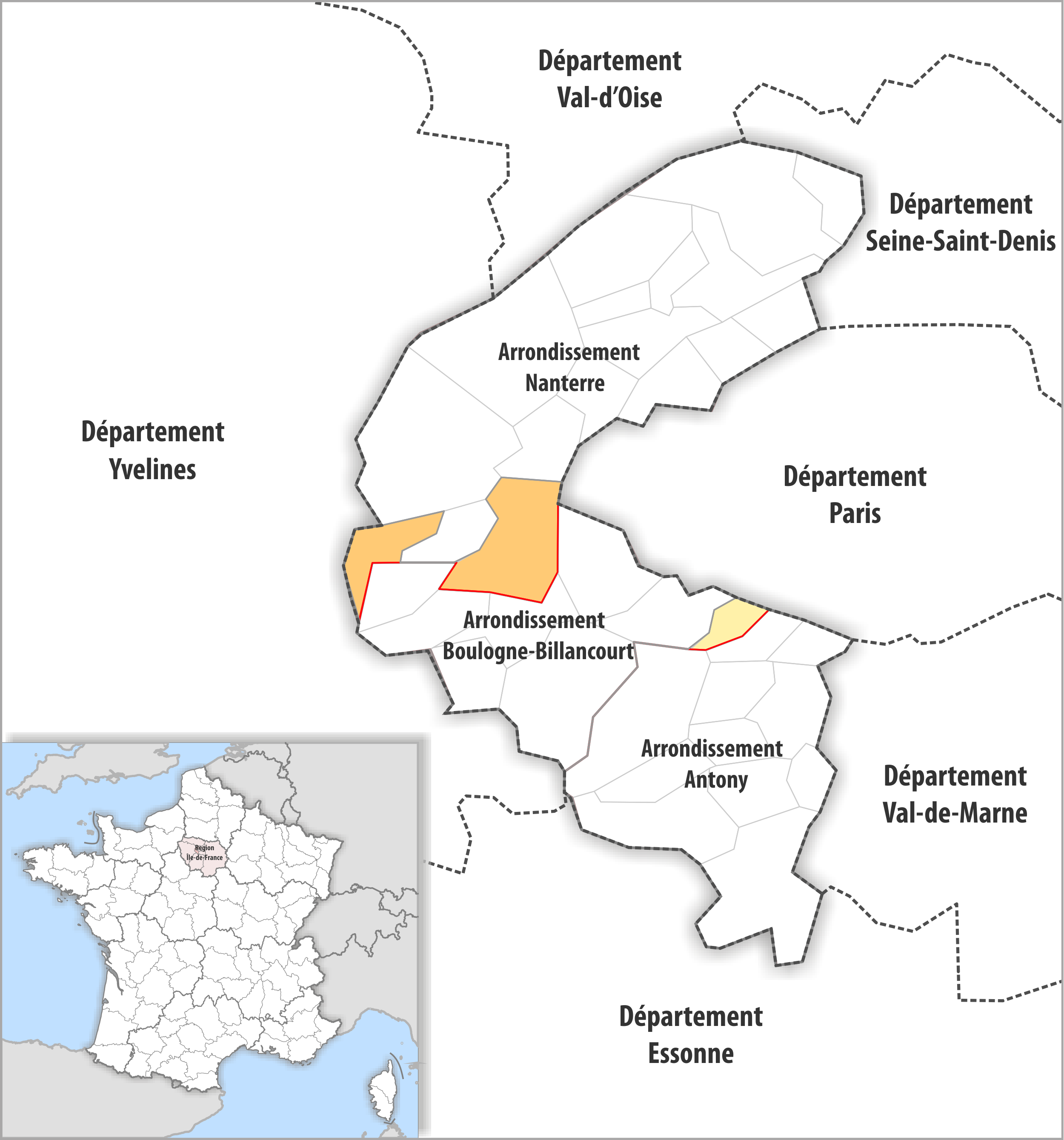
Arrondissementsanpassungen im Jahr 2017

Durch die Neuordnung der Arrondissements im Jahr 2017 wurde die Gemeinde Vanves vom Arrondissement Antony dem Arrondissement Boulogne-Billancourt zugewiesen.